# Alekseï Koulemzine
Alekseï Valerievitch Koulemzine (russe : Алексей Валерьевич Кулемзин, ukrainien : Олексій Валерійович Кулемзін), né le 13 juin 1974 à Donetsk, est un homme politique ukrainien et l'actuel maire de Donetsk depuis le 17 octobre 2016. Il fut auparavant député au Conseil populaire de la république populaire de Donetsk.

## Biographie
Il est né le 13 juin 1974 à Donetsk, en RSS d'Ukraine, en URSS.
En 1989, il commence sa carrière professionnelle. En 1997, il est diplômé de l'université nationale de Donetsk avec un diplôme en économie et gestion de la production, après avoir reçu le titre d'économiste. Trois ans plus tard, en 2000, il est diplômé de l'Université technique nationale de Donetsk avec un diplôme en service public.
De mai 1998 à 2014, il est employé de l'administration régionale de Donetsk. De 2007 à 2010, il est chef du département des relations économiques extérieures et de l'intégration européenne de l'administration régionale de Donetsk, et de 2011 à 2013, il est chef adjoint du département principal du développement régional, de l'attraction des investissements et des relations économiques extérieures de l'administration régionale de Donetsk.
En 2011, il obtient un diplôme de candidat en sciences.
En novembre 2014, il devient directeur de la société de services publics de Donetsk « Donelektroavtotrans ».
En septembre 2015, il devient député au Conseil populaire de la république populaire de Donetsk. Il est membre du parti politique de la république populaire de Donetsk.
Le 17 octobre 2016, le chef de la RPD Alexandre Zakhartchenko le nomme maire par intérim de Donetsk. En mai 2019, il est nommé maire de Donetsk à titre permanent.